# Aletis rubricaput
Aletis rubricaput är en fjärilsart som beskrevs av Swinhoe 1904. Aletis rubricaput ingår i släktet Aletis och familjen mätare. Inga underarter finns listade i Catalogue of Life.